# تام بارت (بازیکن فوتبال)
تام بارت (انگلیسی: Tom Barrett; ۱۶ مارس ۱۹۳۴ – ۸ مارس ۲۰۱۴) بازیکن فوتبال اهل بریتانیا بود.
از باشگاه‌هایی که در آن بازی کرده‌است می‌توان به باشگاه فوتبال منچستر یونایتد، باشگاه فوتبال چلتنهام تاون، و باشگاه فوتبال پلیموث آرگیل اشاره کرد.